# Championnat de France de baseball 2018
Navigation
2017 2019
Le Championnat de France de baseball de Division 1 2018 regroupe les huit meilleures équipes françaises de baseball. Les Huskies de Rouen sont les tenants du titre.
Les Boucaniers de La Rochelle, champions de Division 2 2017, sont promus pour intégrer la division 1.
| \| Montigny-le-Bretonneux Montpellier Paris Rouen La Rochelle St-Just-St-Rambert Savigny Sénart \| Localisation des clubs engagés dans le championnat. |
| Montigny-le-Bretonneux Montpellier Paris Rouen La Rochelle St-Just-St-Rambert Savigny Sénart                                                           |

## Déroulement
La saison régulière se déroule sur 14 journées, soit 28 matches par équipe. Les six premiers de la saison régulière s'affrontent lors des séries éliminatoires. Le 3e affronte le 6e et le 4e affronte le 5e en 1/4 de finale. Les gagnants des 1/4 de finale rencontrent en demi-finale les deux premiers de la saison (automatiquement qualifiés pour les 1/2). Les vainqueurs s'affrontent en finale pour le titre.
Pour la relégation, les 7e et 8e se rencontrent dans un match de maintien. Le vainqueur se maintient en 1re division, alors que le perdant doit affronter le champion 2018 de la 2e division dans un match de barrage pour un maintien en 1re division.

## Clubs
Clubs participants à l'édition 2018 :
| Equipe                                 | Ville                              | Stade                       | Titres |
| -------------------------------------- | ---------------------------------- | --------------------------- | ------ |
| Cougars de Montigny-le-Bretonneux      | Montigny-le-Bretonneux (Yvelines)  | Stade Jean Maréchal         | 0      |
| Barracudas de Montpellier              | Montpellier (Hérault)              | Greg Hamilton baseball park | 3      |
| Paris Université Club                  | Paris                              | Stade Pershing              | 22     |
| Huskies de Rouen                       | Rouen (Seine-Maritime)             | Terrain Pierre-Rolland      | 13     |
| Boucaniers de La Rochelle              | La Rochelle (Charente-Maritime)    |                             |        |
| Duffyducks de Saint-Just-Saint-Rambert | Saint-Just-Saint-Rambert (Loire)   |                             | 0      |
| Lions de Savigny-sur-Orge              | Savigny-sur-Orge (Essonne)         | Parc Jean-Moulin            | 5      |
| Templiers de Sénart                    | Savigny-le-Temple (Seine-et-Marne) | Stade des Templiers         | 1      |

## Saison régulière

### Matchs
| Résultats (▼dom., ►ext.)                                   | MON        | MUC      | PUC        | ROU       | ROC       | SAI       | SAV       | SEN       |
| Montigny Cougars                                           |            | 2-6 14-4 | 0-9 5-4    | 4-5 4-2   | 13-3 12-3 | -         | 7-4 15-0  | 10-0 5-4  |
| Montpellier Barracudas                                     | 2-5 7-2    |          | 12-3 1-2   | 4-10 5-4  | 15-5 15-0 | 10-0 8-4  | 10-6 13-5 | 15-7 1-0  |
| Paris UC                                                   | 1-17 1-6   | 1-0 9-12 |            | 0-14 4-6  | 9-10 2-14 | -         | 4-11 3-13 | 3-8 8-19  |
| Rouen Huskies                                              | 1-0 7-0    | 5-9 3-5  | 16-1 15-0  |           | 9-6 5-4   | 12-5 11-1 | 11-1 0-9  | 8-2 6-9   |
| La Rochelle                                                | 10-12 8-3  | 2-8 6-7  | 12-10 11-1 | 1-13 8-13 |           | -         | 14-12 8-9 | 5-8 0-8   |
| Saint-Just-Saint-Rambert                                   | 2-14 6-3   | -        | 4-1 7-6    | -         | -         |           | -         | 2-14 2-11 |
| Savigny Lions                                              | 0-12 12-11 | 9-0      | 8-4 4-3    | 5-6 7-2   | 15-12 8-3 | 11-1 9-6  |           | 2-12 0-8  |
| Sénart Templiers                                           | 4-3 10-2   | 1-4 7-4  | 12-11 6-3  | 2-0 1-5   | 2-0 9-0   | 12-2 11-1 | 1-2 17-0  |           |
| - Victoire à domicile - Match nul - Victoire à l'extérieur |            |          |            |           |           |           |           |           |

Résultats issus du site de la FFBS

### Classement
| Pl. | Équipe                   | J  | V  | D  | %    |
| --- | ------------------------ | -- | -- | -- | ---- |
| 1   | Sénart Templiers         | 24 | 16 | 8  | .667 |
| 2   | MUC Barracudas Baseball  | 24 | 16 | 8  | .667 |
| 3   | Montigny Cougars         | 24 | 15 | 9  | .625 |
| 4   | Rouen Huskies (T) (C)    | 24 | 15 | 9  | .625 |
| 5   | Savigny-sur-Orge Lions   | 24 | 13 | 11 | .542 |
| 6   | La Rochelle              | 24 | 6  | 18 | .250 |
| 7   | Paris UC                 | 24 | 3  | 21 | .125 |
| 8   | St-Just-St-Rambert Ducks |    |    |    | .    |

| Légende : Qualifications | Légende : Qualifications                                          |
| ------------------------ | ----------------------------------------------------------------- |
|                          | Qualification pour les 1/2 finales                                |
|                          | Qualification pour les 1/4 de finale                              |
|                          | Barrage pour la relégation en 2e division                         |
|                          | (T) : Tenant du titre (C) : Vainqueur du Challenge de France 2017 |

## Play-off
Les six premiers de la saison régulière sont qualifiés pour les play-off. Les barrages se jouent au meilleur des trois rencontres, les autres rencontres sont au meilleur des 5 matchs. En 1/4 de finale, 3e contre 6e et 4e contre 5e. Les gagnants rencontrent en demi-finale les deux premiers de la saison régulière. Les deux vainqueurs s'affrontent pour le titre. 

### 1/4 de finale
| Match | Date         | Recevant         | Visiteur         | Score  |
| ----- | ------------ | ---------------- | ---------------- | ------ |
| 1     | 15 septembre | Montigny Cougars | La Rochelle      | 7 - 4  |
| 2     | 16 septembre | La Rochelle      | Montigny Cougars | 4 - 12 |
| 3     | 16 septembre | Montigny Cougars | La Rochelle      | -      |

| Match | Date         | Recevant      | Visiteur      | Score  |
| ----- | ------------ | ------------- | ------------- | ------ |
| 1     | 15 septembre | Rouen Huskies | Savigny Lions | 5 - 1  |
| 2     | 16 septembre | Savigny Lions | Rouen Huskies | 2 - 15 |
| 3     | 16 septembre | Rouen Huskies | Savigny Lions | -      |

### 1/2 finales et finale
Les 1/2 finales se jouent les week-ends des 22 et 29 septembre. La finale se dispute les 6, 7, 13 et 14 octobre 2018.
| Match | Date         | Recevant         | Visiteur         | Score  |
| ----- | ------------ | ---------------- | ---------------- | ------ |
| 1     | 22 septembre | Rouen Huskies    | Sénart Templiers | 11 - 0 |
| 2     | 23 septembre | Rouen Huskies    | Sénart Templiers | 10 - 0 |
| 3     | 29 septembre | Sénart Templiers | Rouen Huskies    | 5 - 6  |
| 4     | 30 septembre | Sénart Templiers | Rouen Huskies    | -      |
| 5     | 30 septembre | Sénart Templiers | Rouen Huskies    | -      |

| Match | Date         | Recevant               | Visiteur               | Score  |
| ----- | ------------ | ---------------------- | ---------------------- | ------ |
| 1     | 22 septembre | Montigny Cougars       | Montpellier Barracudas | 4 - 3  |
| 2     | 23 septembre | Montigny Cougars       | Montpellier Barracudas | 10 - 0 |
| 3     | 29 septembre | Montpellier Barracudas | Montigny Cougars       | 0 - 9  |
| 4     | 30 septembre | Montpellier Barracudas | Montigny Cougars       | -      |
| 5     | 30 septembre | Montpellier Barracudas | Montigny Cougars       | -      |

| Match | Date       | Recevant         | Visiteur         | Score |
| ----- | ---------- | ---------------- | ---------------- | ----- |
| 1     | 6 octobre  | Rouen Huskies    | Montigny Cougars | 4 - 1 |
| 2     | 7 octobre  | Rouen Huskies    | Montigny Cougars | 4 - 3 |
| 3     | 13 octobre | Montigny Cougars | Rouen Huskies    | 0 - 2 |
| 4     | 14 octobre | Montigny Cougars | Rouen Huskies    | -     |
| 5     | 14 octobre | Montigny Cougars | Rouen Huskies    | -     |

* L'équipe avec l'avantage terrain en finale est celle qui est le mieux classée en saison régulière.

### Récompenses
Voici les joueurs récompensés à l'issue de la finale:
- MVP:
- Meilleur lanceur:
- Meilleur frappeur:

## Classement final
| Pl. | Équipe                 |
| --- | ---------------------- |
| 1   | Rouen (T) (C)          |
| 2   | Montigny-le-Bretonneux |
| 3   | Sénart                 |
| 4   | Montpellier            |
| 5   | Savigny-sur-Orge       |
| 6   | La Rochelle            |
| 7   | Paris UC               |

| Légende : Qualifications et relégations | Légende : Qualifications et relégations                                |
| --------------------------------------- | ---------------------------------------------------------------------- |
|                                         | Qualification pour la Coupe d'Europe                                   |
|                                         | (T) : Tenant du titre 2017 (C) : Vainqueur du Challenge de France 2018 |